# Wroughtonia sonla
Wroughtonia sonla – gatunek błonkówki  z rodziny męczelkowatych i podrodziny Helconinae.
Gatunek ten opisali po raz pierwszy Khuat Dang Long, Cornelis van Achterberg, James M. Carpenter i Nguyen Thi Oanh w 2020 roku. Opisu dokonali na podstawie pięciu samic, odłowionych w odłowionej w latach 2016–2017 do pułapek Malaise'a zastawionych w uprawach kawowca na terenie wietnamskiej prowincji Sơn La.
Błonkówka ta ma ciało o długości 6–7,8 mm, przednie skrzydło o długości 5–6,5 mm i oraz osłonkę pokładełka o długości 5–6 mm. Ubarwiona jest głównie czarno. Zbudowane z od 34 do 36 członów czułki są brązowe z kremowobiałymi członami od jedenastego do siedemnastego lub osiemnastego. Głaszczki są białawożółte. Długość głaszczków szczękowych jest 1,3 raza większa niż głowy. Czoło cechuje się blaszkowatym guzkiem o niezaostrzonym szczycie. Głowa patrząc od góry jest półtora raza szersza niż długa. Wysokość oczu złożonych jest 1,7 raza większa od wysokości skroni. Długość mezosomy jest 2,05 raza większa niż jej wysokość. Wąskie i głębokie notauli są na przedzie powykrawane, zaś z tyłu punktowane i siateczkowane. Powierzchnia pozatułowia ma dużą, dołkowatą areolę i poprzecznie pomarszczone boki. Skrzydła mają żółtą błonę oraz brązowe żyłki i pterostygmę. Użyłkowanie przedniego skrzydła cechuje się żyłką 3-SR równą 1,1 długości żyłki radialnej oraz żyłką 2-M 2,2 raza dłuższą niż 3-SR. Z kolei w skrzydle tylnym długość żyłki 1-M wynosi ¾ długości pierwszej żyłki radialno-medialnej (1r-m). Na krawędzi tylnego skrzydła występują trzy zaszczepki. Odnóża przedniej i środkowej pary są żółte z białawożółtymi stopami, zaś na tych tylnej pary występują barwy: żółta, rudożółta, czarniawobrązowa i białawożółta. Tylne uda są pozbawione guzka i zaopatrzone w piłkowanie na spodzie, a nie licząc tegoż 3,7 raza dłuższe niż szerokie. Metasoma ma pierwszy tergit jasnożółty, zaś pozostałe czarne. Grzbietowe żeberko na pierwszym tergicie sięga do 0,4 jego długości.
Owad orientalny, znany wyłącznie z lokalizacji typowej w północno-zachodnim Wietnamie.